# Fairey Ferret
Fairey Ferret là một loại máy bay đa dụng hai tầng cánh của Anh trong thập niên 1930, do hãng Fairey Aviation Company thiết kế chế tạo.

## Biến thể

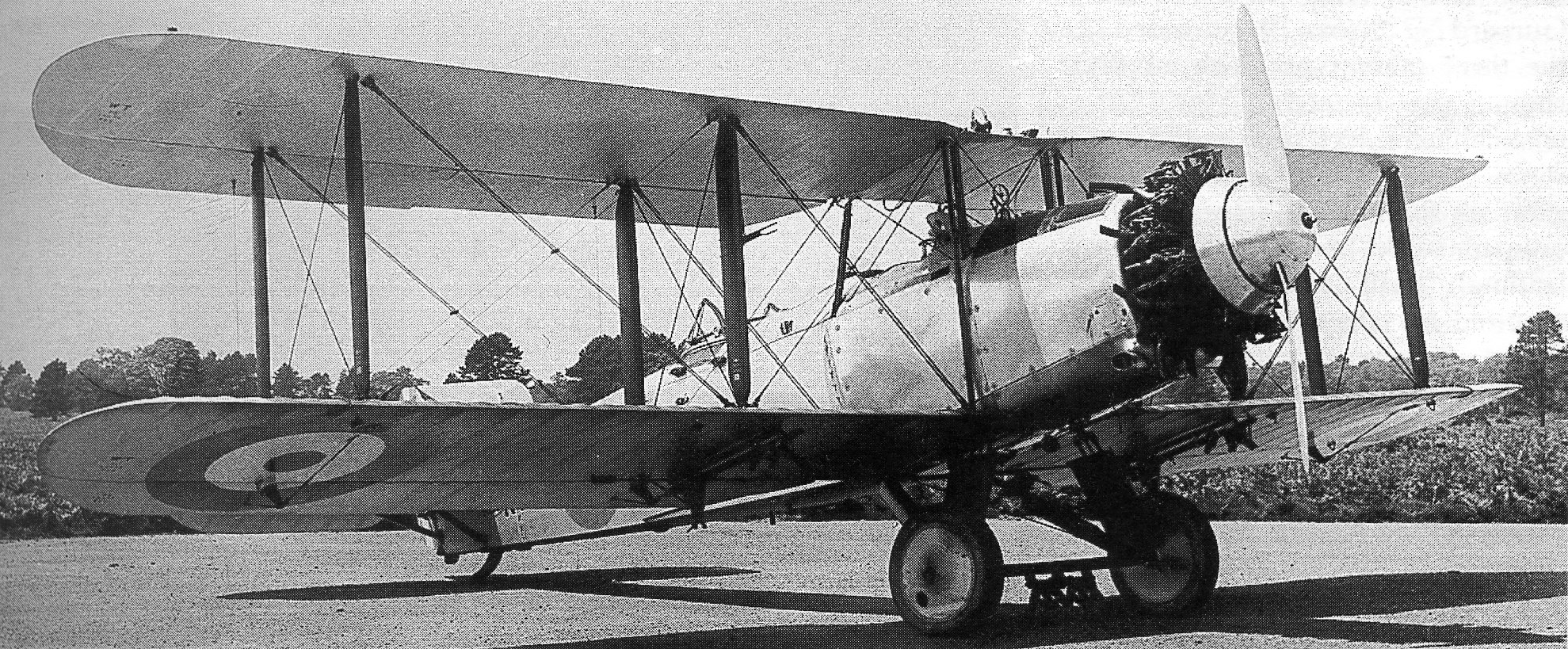
Fairey Ferret I

Ferret Mk I
Ferret Mk II
Ferret Mk III

## Tính năng kỹ chiến thuật (Ferret III)
Dữ liệu lấy từ 
Đặc điểm tổng quát
- Kíp lái: 2
- Chiều dài: 29 ft 6 in (8.99 m)
- Sải cánh: 40 ft 7 in (12.37 m)
- Chiều cao: 10 ft 3 in (3.12 m)
- Diện tích cánh: 380 ft2 (35.30 m2)
- Trọng lượng rỗng: 2.583 lb (1.172 kg)
- Trọng lượng có tải: 4.765 lb (2.161 kg)
- Động cơ: 1 × Bristol Jupiter VI kiểu động cơ piston bố trí tròn 9 xy-lanh, 425 hp (317 kW)

Hiệu suất bay
- Vận tốc cực đại: trên độ cao 5.000 ft (1.524 m) 135 mph (217 km/h)
- Trần bay: 15.500 ft (4.725 m)
- Vận tốc lên cao: [2] 920 ft/min (4,67 m/s)

Vũ khí trang bị
- 1 × súng máy Vickers 0.303 in (7,7 mm)
- 1 × súng máy Lewis 0.303 in (7,7 mm)
- 500lb (227kg) bom